# Luoyang (köpinghuvudort i Kina, Hubei Sheng, lat 31,47, long 113,43)
Luoyang är en köpinghuvudort i Kina. Den ligger i provinsen Hubei, i den centrala delen av landet, omkring 130 kilometer nordväst om provinshuvudstaden Wuhan. Antalet invånare är 31 481. Befolkningen består av 15 436 kvinnor och 16 045 män. Barn under 15 år utgör 12,0 %, vuxna 15-64 år 76 %, och äldre över 65 år 10,0 %.
Runt Luoyang är det tätbefolkat, med 476 invånare per kvadratkilometer. Närmaste större samhälle är Changling, 15,6 km öster om Luoyang. I omgivningarna runt Luoyang växer i huvudsak blandskog.
Genomsnittlig årsnederbörd är 1 226 millimeter. Den regnigaste månaden är september, med i genomsnitt 179 mm nederbörd, och den torraste är december, med 15 mm nederbörd.